# Schmiechen
Schmiechen je obec v německé spolkové zemi Bavorsko, v zemském okrese Aichach-Friedberg ve vládním obvodu Švábsko.
Žije zde přibližně 1 400 obyvatel.

## Poloha
Sousední obce jsou: Egling an der Paar, Königsbrunn, Merching, Prittriching a Steindorf.